# Gerard de Geer

Gerard de Geer

Gerard Jacob de Geer (Stockholm, 2 oktober 1858 - aldaar, 24 juli 1943) was een Zweedse geoloog en geomorfoloog. De Geer is bekend omdat hij de eerste was die het belang ontdekte van varven. Hij deed vooral onderzoek naar de geochronologie en stratigrafie van het Kwartair.

## Familie
De Geer werd geboren in een oorspronkelijk Nederlandse adellijke familie die naar Zweden was geëmigreerd in de 17e eeuw. Zowel zijn vader, Louis de Geer senior, als zijn oudere broer, Louis de Geer (junior), waren beide minister-president van Zweden.

## Wetenschappelijke loopbaan en ontdekkingen

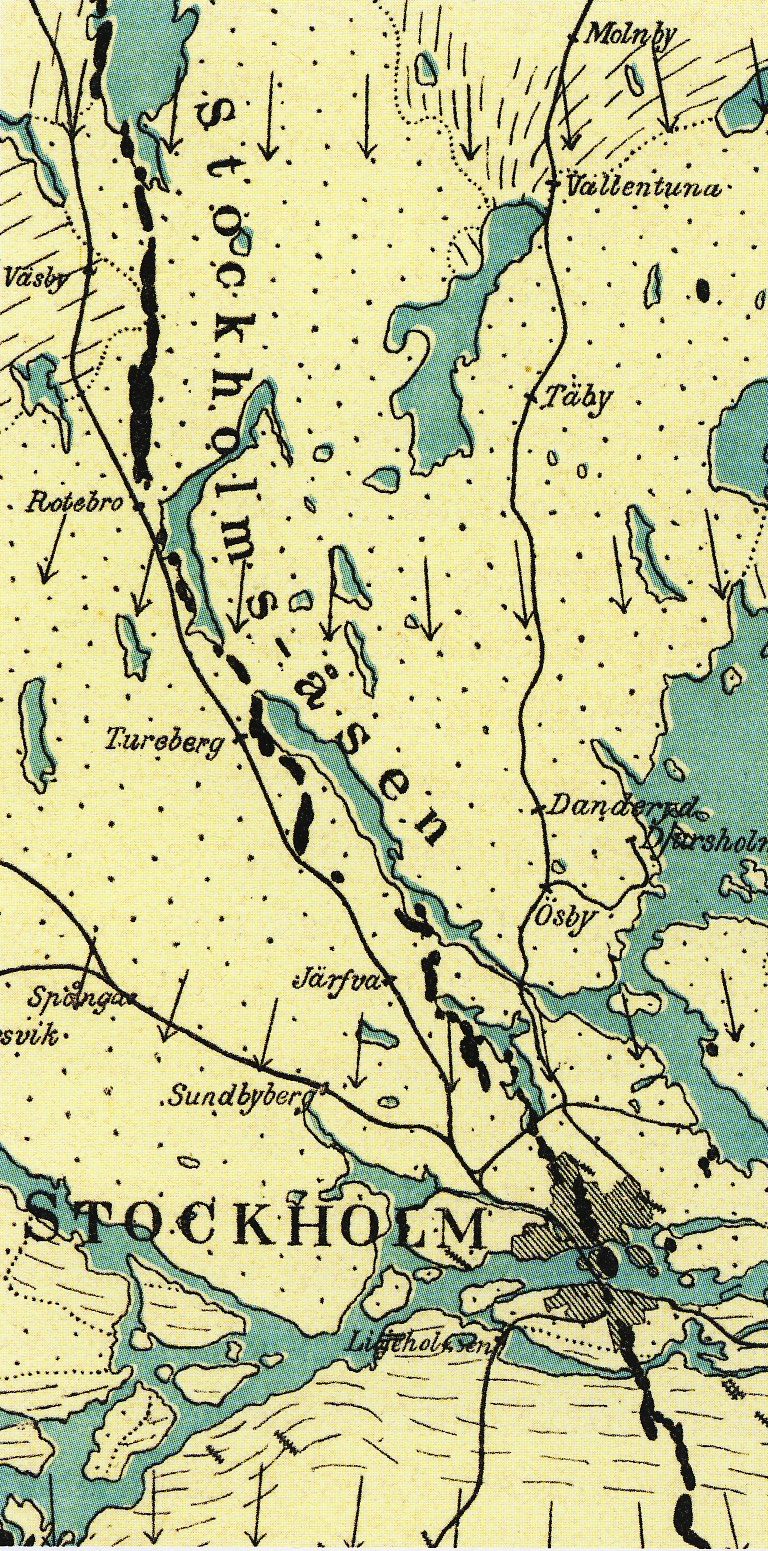
Stockholmsåsen, een esker tussen Stockholm en Arlanda, zoals gekarteerd door Gerard de Geer.

Gerard de Geer studeerde tot 1879 geologie aan de Universiteit van Uppsala, daarna trad hij in dienst van de Zweedse Geologische Dienst. Hij zou zijn leven lang onderzoek doen naar de geomorfologie (vorm van het landschap) en kwartaire sedimenten van Zuid-Zweden. Hij bestudeerde de hoge kusten en onderzocht de eustatische verandering van het zeeniveau als gevolg van glacialen (ijstijden). Ook bracht hij aan de hand van oude morenes de terugtrekking van de gletsjers na de laatste ijstijd in kaart.
In 1882 publiceerde hij voor het eerst iets over de dunne sedimentaire laagjes, die hij varven noemde. De Geer dacht dat deze laagjes afgezet waren als gevolg van jaarlijkse cycli, vergelijkbaar met de jaarringen bij bomen. Door onderzoek naar sedimentatieprocessen bij gletsjers werd meer bewijs voor De Geers theorie gevonden, waardoor hij internationaal bekend raakte. In 1889 beschreef De Geer als eerste de kleine moreneruggen die groepsgewijs in Zweden beneden de hoogste kustlijn voorkomen. Hij interpreteerde ze als zijnde 'jaarmorenes', dat wil zeggen morenes die de jaarlijkse terugtrekking van het ijs aan het eind van het Weichselien weerspiegelen. Dit type morene werd later ook in andere landen herkend en is vervolgens naar de ontdekker vernoemd. Over de exacte ontstaanswijze van deze De Geermorenes is nog altijd geen consensus, maar de hypothese dat ze, evenals varven, jaarlijkse cycli zouden indiceren, wordt over het algemeen verworpen. In 1897 werd De Geer hoogleraar aan de Universiteit van Stockholm, van 1902 tot 1910 was hij rector magnificus. Ondertussen had hij aan de hand van varven een geochronologie opgesteld voor het laatste deel van de ijstijd, die hij kon uitbreiden naar het Holoceen door bij de aanleg van nieuwe wijken rondom Stockholm sedimentlagen die bloot waren komen te liggen te onderzoeken.
De Geer hoopte dat onderzoek naar varven de vraag kon beantwoorden waarom glacialen (koudere periodes in het klimaat op Aarde) plaatsvinden. Hij dacht zelf dat koudere periodes in de geologische geschiedenis het gevolg waren van afgenomen zonnestraling. Om dit te bewijzen moest uitsluitsel worden gevonden dat er geen lokale invloeden op de glacialen zijn, dus dat de ijstijden overal ter wereld gelijktijdig plaatsvonden. Tegenwoordig is trouwens bekend dat ijstijden het gevolg zijn van cyclische veranderingen in de baan en stand van de as van de Aarde, de zogenaamde Milankovitch cycli.
Al snel namen overal ter wereld geologen De Geer als voorbeeld en begonnen zelf tijdschalen op te stellen aan de hand van lokale varven. In 1915 kon De Geer de tijdschaal voor Zweden aan die voor Noorwegen en Finland correleren. De daarop volgende twee decennia reisden De Geer en zijn medewerkers rond de wereld om op andere continenten soortgelijke tijdschalen aan de hand van varven op te stellen. De Geer correleerde vervolgens de verschillende tijdschalen met elkaar, hij noemde dit "teleconnecties". In de jaren dertig kwam er steeds meer kritiek op deze correlaties, omdat er weinig bewijs voor was. Een van de grootste critici was De Geers voormalige leerling Ernst Antevs. Inderdaad bleken later veel van De Geers aannames niet te kloppen.
In 1940 publiceerde De Geer zijn Geochronologia Sueccia Principles, waarin hij een compleet overzicht van zijn levenswerk, de Zweedse kwartaire tijdschaal, geeft. Na zijn dood zou zijn vrouw Ebba Hult de Geer over zijn ontdekkingen blijven publiceren. Het onderzoek naar varven zou daarna afnemen door de opkomst van andere dateringsmethoden, vooral radiometrische datering.

## Onderscheidingen
De Geer won in 1920 de Wollaston medaille van de Geological Society. In 1930 werd hij Fellow of the Royal Society.
- Bibsys: 90061329
- Bibliothèque nationale de France: cb15354885s (data)
- Catàleg d'autoritats de noms i títols de Catalunya: 981058510117706706
- Gemeinsame Normdatei: 117628581
- International Standard Name Identifier: 0000 0000 5172 9513
- Library of Congress Control Number: no2001088839
- Nationale Bibliotheek van Letland: 000297573
- Nationale Bibliotheek van Tsjechië: mub2012733937
- Nederlandse Thesaurus van Auteursnamen: 217694411
- Réseau des bibliothèques de Suisse occidentale: 02-A020320687
- LIBRIS: 239314
- SNAC: w6vh7htc
- Système universitaire de documentation: 075021676
- Virtual International Authority File: 51992947
- WorldCat: E39PBJwxMcKcJt9RdDR4wc7mBP